# NGC 1543
NGC 1543 este o galaxie lenticulară situată în constelația Reticulul. A fost descoperită în 1826 de către James Dunlop. Se află la o distanță de 18,71 megaparseci de Pământ.